# Данешті (династія)
Данешті (рум.Dăneștilor) — була одною з двох основних гілок Волоської шляхетної родини Басарабів. Родовід Басарабів був розділений на дві частини в 1386 році. Правителі цієї династії були нащадками Дана I . Інший рід з Басарабів є династія Дракулешті.

## Представники династії Данешті
| Воєвода            | |
| ------------------ | --- |
| Дан I              | 1383-1386; |
| Влад I Волоський   | 1394-1397; син Дана I ;                                                                                          |
| Дан ІІ             | 1420-1421; 1421-1423; 1423-1424; 1426-1427; 1427-1431; син Дана I ;                                              |
| Басараб ІІ         | 1442-1443; син Дана II ; противник родини Дракулешті та Влада II Дракула;                                        |
| Владислав II       | 1447-1448 e 1448-1456; син Дана II ; противник родини Дракулешті та Влада Цепеша;                                |
| Дан III            | 1457-1460; син Дана II ; противник родини Дракулешті та Влада Цепеша;                                            |
| Лайота Басараб     | 1473, 1474, 1475-1476, 1476-1477; син Дана II ; противник родини Дракулешті та Влада Цепеша та Раду чел Фрумоса; |
| Басараб IV Цепелюш | 1477-1481 e 1481-1482; син Басараба II;                                                                          |
| Владислав III      | 1523, 1524, 1525; племінник Владислава II; противник Дракулешті та Раду V Афуматі;                               |
| Мойсе I            | 1529-1530; син Владислава III;                                                                                   |